# Sergenterie de Saint-Clair
La sergenterie de Saint-Clair est une ancienne circonscription administrative de la Manche. Elle a fait partie de l'élection de Bayeux puis de l'élection de Saint-Lô lorsque cette dernière fut créée en avril 1639, qui faisaient elles-mêmes partie de la généralité de Caen. 
Elle comprenait sept paroisses :
1. Airel.
2. Clouay, ancienne paroisse puis commune, aujourd'hui rattachée à Saint-Jean-de-Savigny.
3. Couvains.
4. La Luzerne.
5. Moon-sur-Elle.
6. Rampan.
7. Saint-Clair.